# 아일린 월시
아일린 월시(Eileen Walsh, 1977년 4월 16일 ~ )는 아일랜드의 배우이다.

## 출연 작품
- 이처럼 사소한 것들 (2024) - 아일린 펄롱 역